# واسیلیا استپانووا
واسیلیا اسپانووا (روسی: Василиса Андреевна Степанова؛ زادهٔ ۲۶ ژانویهٔ ۱۹۹۳) قایقران روئینگ اهل روسیه است.
وی در مسابقات کشوری و بین‌المللی در مجموع برندهٔ ۱ مدال طلا، ۱ مدال نقره، ۱ مدال برنز شده‌است.